# Elezioni presidenziali in Russia del 1991
Le elezioni presidenziali nella Repubblica Socialista Federativa Sovietica Russa del 1991 si tennero il 12 giugno; si trattò delle prime elezioni a suffragio popolare diretto.

## Risultati
| Boris Nikolaevič El'cin  | Indipendente                                      | 45 552 041  | 57,29 |  |  |  |  |  |
| Nikolaj Ivanovič Ryžkov  | Partito Comunista della RSFS Russa                | 13 395 335  | 16,85 |  |  |  |  |  |
| Vladimir Žirinovskij     | Partito Liberal-Democratico dell'Unione Sovietica | 6 211 007   | 7,81  |  |  |  |  |  |
| Aman Gumirovič Tuleev    | Indipendente                                      | 5 417 464   | 6,81  |  |  |  |  |  |
| Al'bert Makašov          | Indipendente                                      | 2 969 511   | 3,73  |  |  |  |  |  |
| Vadim Viktorovič Bakatin | Indipendente                                      | 2 719 757   | 3,42  |  |  |  |  |  |
| Nessuno dei candidati    | Nessuno dei candidati                             | 1 525 410   | 1,92  |  |  |  |  |  |
| Voti non validi          | Voti non validi                                   | 1 716 757   | 2,16  |  |  |  |  |  |
| Totale                   | Totale                                            | 79 507 282  | 100   |  |  |  |  |  |
|                          |                                                   |             |       |  |  |  |  |  |
| Elettori                 | Elettori                                          | 106 484 518 |       |  |  |  |  |  |